# فاسيلي إيفانوفيتش أغابكين
فاسيلي إيفانوفيتش أغابكين (بالروسية: Васи́лий Ива́нович Ага́пкин) (ولد في: 22 يناير (تقويم يوليان) [3 فبراير] 1884 — توفي: 29 أكتوبر 1964) قائد أوركسترا عسكرية روسي سوفيتي، وملحن، وعقيد في الجيش السوفيتي. أٌشتهر بأنه ملحن موسيقى المسيرة الأسطورية «وداع السلافية»، قاد فرقة عسكرية خلال العرض الشهير في الساحة الحمراء في 7 نوفمبر 1941، وشارك في موكب النصر في 24 يونيو 1945.

## معرض صور

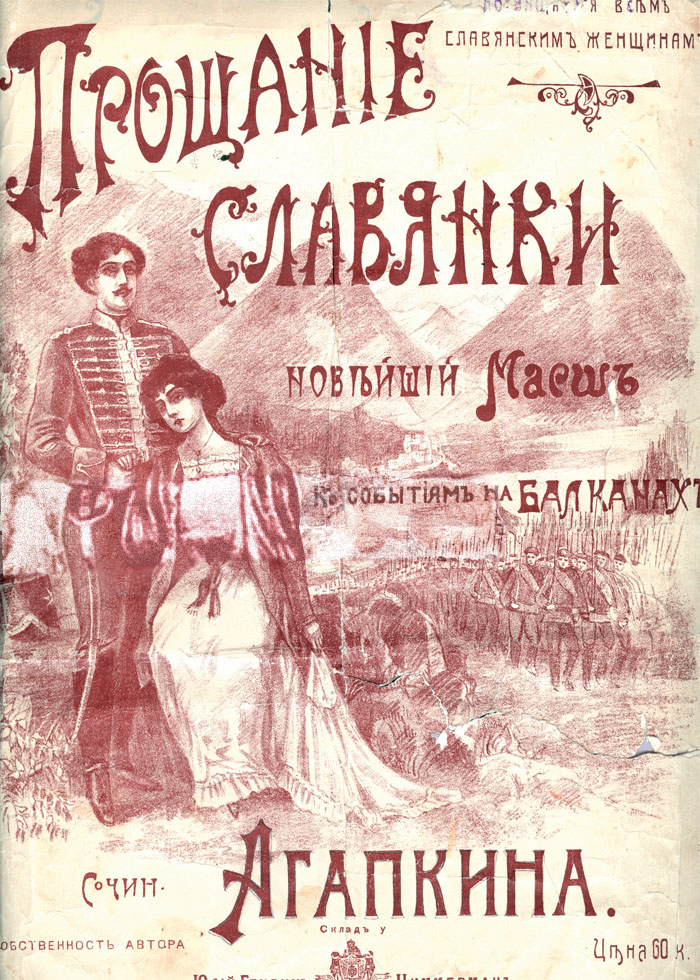
صورة غلاف الإصدار الأول من "مارش" وداع السلافية (بالروسية: Прощание славянки)، أحد أشهر الأغاني العسكرية في تاريخ روسيا.